# 广西裸柱草
广西裸柱草（学名：Gymnostachyum kwangsiense）是爵床科裸柱花属的植物，为中国的特有植物。分布于中国大陆的广西等地，目前尚未由人工引种栽培。
种加名 kwangsiense 意为“广西的”。